# Karl Wenzl

Karl Wenzl

Karl Wenzl (* 16. Oktober 1903 in München; † 27. Mai 1942 im Armee-Feld-Lazarett 5/562 Barwenkowa) war ein deutscher Politiker (NSDAP).

## Leben
Nach dem Besuch der Volksschule erlernte Karl Wenzl das Tapeziererhandwerk. Von 1928 bis 1932 war er Inhaber eines Tapeziergeschäfts. Als Mitglied der NSDAP (Mitgliedsnummer 253.002) war er 1931/32 Ortsgruppenleiter der NSDAP-Ortsgruppe München-Haidhausen West und von Januar bis April 1932 Kreispropagandaleiter des Kreises München 1. Im April 1933 folgte schließlich Wenzls Ernennung zum Gaupropagandaleiter des Gaues München. Seit August 1933 war er zudem Mitglied des Stadtrates von München.
Ab November 1933 saß Wenzl als Abgeordneter für den Wahlkreis 25 (Oberbayern-Schwaben) im nationalsozialistischen Reichstag.
Wenzl war seit 30. Januar 1939 Inhaber des Goldenen Parteiabzeichens der NSDAP.